# 3족 원소

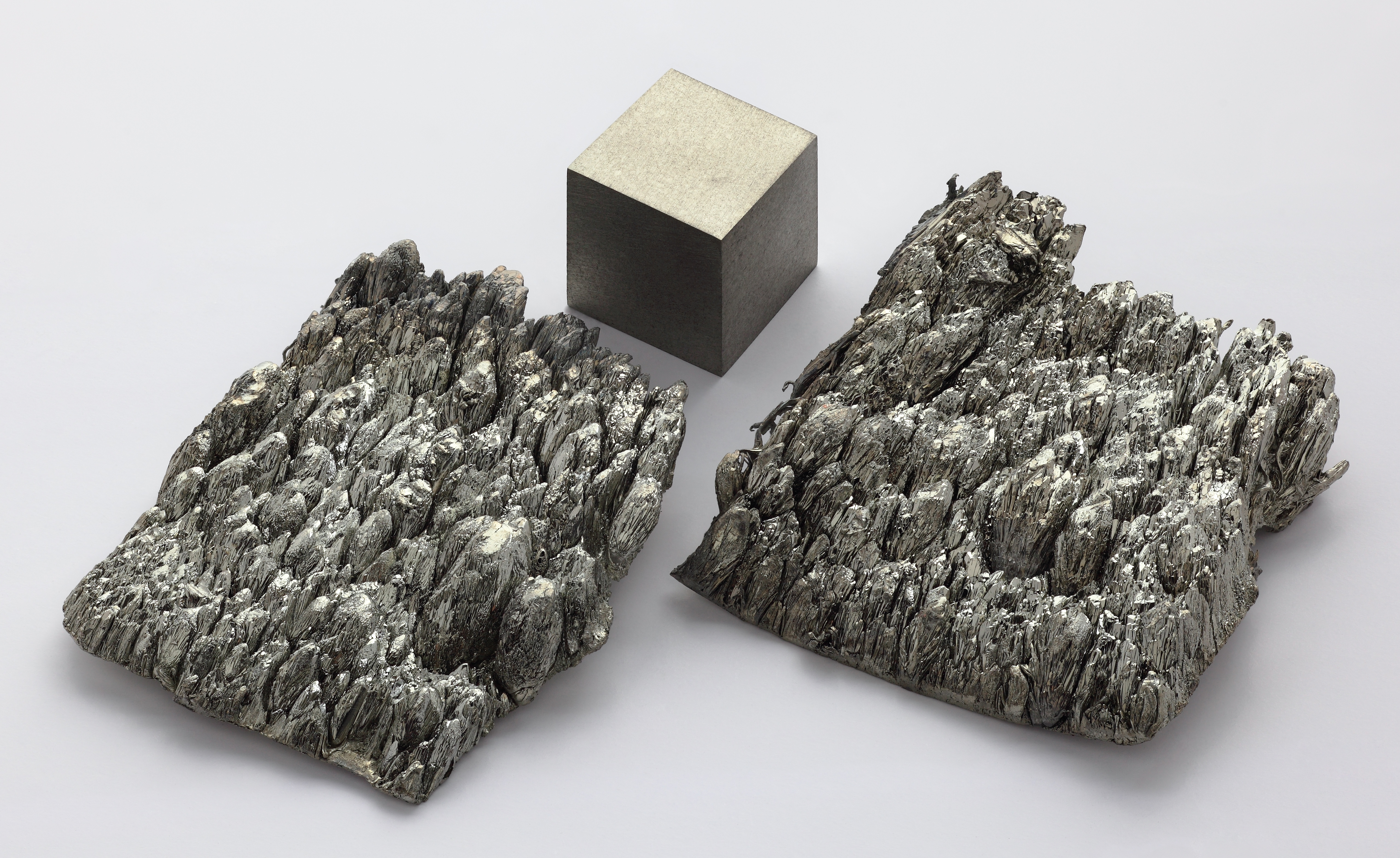

3족 원소는 주기율표의 세 번째 족에 속하는 화학 원소이다.
IUPAC이 주기율표의 구체적인 형식을 정해놓지 않아 3족 원소는 경우에 따라 조금씩 다르게 정의된다. 그러나 아래 두 d-구역 전이 금속은 언제나 3족 원소로 분류된다.
| 주기 | 원소 이름 | 원소 기호 (번호) | 원자 질량    | 녹는점 (K) | 끓는점 (K) | 전기음성도 |
| 4    | 스칸듐    | Sc (21)          | 44.955910(8) | 1814       | 3109       | 1.36       |
| 5    | 이트륨    | Y (39)           | 88.90585(2)  | 1799       | 3609       | 1.22       |

다른 3족 원소는 정의에 따라 아래 변형들이 존재한다.
- 일부 주기율표는 란타넘(La)과 악티늄(Ac)을 3족 원소에 넣는다.
- 일부 주기율표는 루테튬(Lu)과 로렌슘(Lr)을 3족 원소에 넣는다.

일부 주기율표는 란타넘족와 악티늄족을 나타내는 표시를 3족 원소 자리에 넣는다. 위키백과의 주기율표는 이 방식을 따라 그려져 있다. 이 주기율표는 아래 두 방식으로 해석될 수 있다.
- 세 번째 경우는 란타넘족와 악티늄족의 30 원소를 모두 3족 원소에 넣는 것이다. 란타넘족의 원소는 화학적으로 스칸듐이나 이트륨과 비슷한 성질을 가진다.
- 네 번째 경우는 아무 란타넘족과 악티늄족 원소도 3족 원소로 넣지 않는 것이다. 란타넘족과 악티늄족 원소는 스칸듐·이트륨과 달리 f-구역에 전자가 차 있다. (란타넘, 악티늄, 토륨은 전자가 d-구역에 차있고, f-구역에는 차있지 않다. 그리고 상당수가 d-구역에도 전자가 차있다.)

## 같이 보기
- 희토류 원소
- 란타넘족
- 악티늄족